# Elmira Jackals
Elmira Jackals var ett amerikanskt professionellt ishockeylag som spelade i den nordamerikanska ishockeyligan ECHL mellan 2007 och 2017, laget grundades dock redan 2000 för spel i United Hockey League (UHL). De spelade sina hemmamatcher i inomhusarenan First Arena, som ligger i Elmira i New York. Laget var samarbetspartner med Columbus Blue Jackets, Ottawa Senators, Anaheim Ducks och Buffalo Sabres i National Hockey League (NHL). Jackals lyckades aldrig vinna Kelly Cup, som är trofén som ges ut till det vinnande laget av ECHL:s slutspel.
De har haft spelare som Brady Austin, Stu Bickel, Louie Caporusso, Justin Donati, Chris Driedger, J.D. Forrest, Brett Gallant, Riku Helenius, Mike Hoffman, Raman Hrabarenka, Jason Kasdorf, Nathan Lawson, Niklas Lundström, John Muse, Drew Paris, Nick Petrecki, Jēkabs Rēdlihs, Craig Rivet, Bobby Robins, Buddy Robinson, Mat Robinson, Bryan Rodney, Derek Smith, Kirill Starkov och Chris Wideman.